# El proyecto
El proyecto  es una película de Argentina dirigida por Juan José Stagnaro que, producida entre 1966 y 1968, fue suspendida en su rodaje por decisión del director, disconforme con lo realizado, y nunca fue estrenada comercialmente. Tenía como protagonistas a Julia von Grolman, Héctor Pellegrini, Claudia Sánchez y Federico Luppi.

## Sinopsis
Un grupo de 7 jóvenes intenta realizar un viaje por el país. La película es acerca de ese viaje, de la desintegración del grupo y de la pareja que lo finaliza.

## Reparto
- Julia von Grolman
- Héctor Pellegrini
- Claudia Sánchez
- Federico Luppi
- Augusto Fernandes
- Beatriz Matar
- Carlos Moreno

## Comentarios
Stagnaro comentó en la revista Primera Plana que la idea de la película nació cuando en 1964 viajó al Norte de Argentina para filmar un cortometraje. Al año siguiente volvió a realizarlo y comenzó a tomar notas sobre los lugares reales, con los seres reales y preparando esbozos de escenas posibles.